# 秋田電視台
秋田電視株式會社（日语：／ Akita Terebi */?），通稱秋田電視台，簡稱AKT，是日本的一家以秋田縣為播出地區的電視台。秋田電視台開播于1969年10月1日，是富士電視台聯播網（FNN及FNS）成員，呼號為JOBI-DTV，遙控器號碼是8頻道。

## 資本構成
下表列出2016年3月31日時秋田電視台的主要股東:248：
| 資本金         | 發行股份總數 | 股東數 |
| -------------- | ------------ | ------ |
| 3億6,000萬日元 | 36,000股     | 143    |

| 股東             | 持股數  | 比例   |
| ---------------- | ------- | ------ |
| 富士媒體控股     | 8,795股 | 24.43% |
| 讀賣新聞東京本社 | 3,550股 | 09.86% |
| 朝日新聞社       | 3,230股 | 08.97% |
| 秋田魁新報社     | 2,310股 | 06.41% |
| 龜井公司         | 1,650股 | 04.58% |
| 金萬             | 1,650股 | 04.58% |
| 朝日電視控股     | 1,540股 | 04.27% |

## 歷史
1967年，郵政省宣布將開放UHF頻段用於電視使用，並在同年10月決定准予開設18家UHF電視台，但其中並未有東北地方的名額:1。但翌年發布了第二批UHF電視頻道分配表，秋田縣獲得一個名額。當時秋田縣有9家公司（秋田朝日放送、秋田每日新聞放送、秋田讀賣電視、秋田產經電視、秋田魁新報、秋田Television（秋田テレビジョン）、秋田電視（秋田テレビ）、秋田縣民電視、秋田UHF電視）申請獲得秋田縣的第二個電視播出執照:1。郵政省因此請求時任秋田縣知事小畑勇二郎出面整合這些申請。最後各方同意統合為秋田UHF電視進行申請，各申請人的出資額佔新公司資本金比例均控制在10%以內:2。1968年10月5日，秋田UHF電視舉辦第一次設立發起人會，並於11月1日獲得預備執照:2-3。同年12月26日，秋田UHF電視舉辦創立總會，決定將公司簡稱定為「AKT」，同時將「秋田電視台」作為通用名使用:3。1969年2月，秋田UHF電視台在秋田市八橋購買土地，用於修建總部:5。同年5月30日，秋田UHF電視台在第一屆股東大會上決定將公司名改為秋田電視台:4。9月10日，秋田電視台發射了試驗訊號:6-7。
1969年10月1日早晨7時45分，秋田電視台正式開始播出，成為東北地方第一家UHF電視台，並在開播同時加入FNN:7。秋田電視台在開播時的節目比例是黑白節目佔60%、彩色節目佔40%:8。11月17日，秋田電視台舉辦了總部大樓竣工儀式:9。據Video Research在1970年進行的調查，秋田電視台佔據秋田縣20%的收視份額（秋田放送佔35.9%、NHK佔21%）:13。同年秋田電視台開設了8各轉播站，令其訊號基本覆蓋了秋田縣的人口密集地區:14。1973年，秋田電視台工會成立:15。
1972年度，秋田電視台營業額增加到8.42億日元，並實現超過410萬日元盈利，也是秋田電視台首次實現盈利:16。1975年度，秋田電視台營業額達19.26億日元，並盈利0.81億日元，實現清零開播以來的累積虧損:19。1977年12月至翌年3月，秋田電視台對總部進行了擴建:19。同年秋田電視台實現首次股票分紅:20。翌年作為開播10週年紀念活動，秋田電視台舉辦了中國展覽會，吸引約10萬人參觀:20。在1979年的收視率調查中，秋田電視台以全日15%、晚間時段27.9%、黃金時段30.5%的收視率，首次獲得收視率三冠王:21。
1981年，秋田電視台加入ANN，成為FNN和ANN的跨網台，並聯播部分ANN的新聞節目:22。但由於ANN聯播網的核心局朝日電視台有意在秋田縣開設自家聯播網的電視台，秋田電視台在1987年退出了ANN:22。1989年，秋田電視台導入了衛星新聞轉播（SNG）系統:32-33。1980年代後期開始，秋田電視台積極展開國際合作，在1987年和中國甘肅電視台簽訂合作協議:26；1991年和南韓江陵文化廣播簽訂合作協議:26。
1992年，秋田電視台新總部在1992年竣工:5。在2005年至2007年，秋田電視台連續三年獲得收視率三冠王:30。2006年10月1日，秋田電視台開始播出數位電視，同時實現新聞節目的高畫質化。2011年7月24日，秋田電視台停止播出類比電視訊號。

## 節目
秋田電視台在開播時每日在傍晚播出5分的地方新聞:14。1978年，秋田電視台開始在平日傍晚播出大型帶狀自製新聞節目《電視港秋田》:20。現在秋田電視台在傍晚播出的自製新聞節目是Live News 秋田，自2019年開始播出:33。
開播兩年之內，秋田電視台就製作了《廣角AKT》（ワイドAKT）和《你好！主婦攝影棚》（こんにちは!奥様スタジオ）兩檔大型帶狀資訊節目。這兩個節目的時長均有55分，節目內容以主婦向的生活資訊為主:15。現在秋田電視台在週五上午播出自製的主婦向資訊節目《CATCH UP! marimari+》:39。

## 註释
1. ↑  「三冠」指全日（6:00-24:00）、黃金時間（19:00-22:00）、晚間時段（19:00-23:00）三個時段皆獲得收視率第一。

## 外部連結
- AKT 秋田電視台 （页面存档备份，存于）
- YouTube上的AKT秋田電視台頻道
- AKT秋田電視台的X（前Twitter）
- AKT秋田電視台 Contents事業部的X（前Twitter）
- 秋田電視台的Facebook專頁